# SN 2002gb
SN 2002gb – supernowa typu Ia odkryta 28 sierpnia 2002 roku w galaktyce A224321-0006. W momencie odkrycia miała maksymalną jasność 18,90m.